# Bill Varner
William Joseph Varner, detto Bill (Pittsburgh, 1º agosto 1960), è un ex cestista statunitense naturalizzato belga.

## Palmarès

### Squadra
- Campionato belga: 5

Racing Mechelen: 1989-90, 1990-91, 1991-92, 1992-93, 1993-94
- Coppa del Belgio: 3

Racing Mechelen: 1990, 1993, 1994
- Supercoppa del Belgio: 5

Racing Mechelen: 1990, 1991, 1992, 1993, 1994

### Individuale
- LNB MVP straniero: 1

Olympique Antibes: 1986-87